# Ariva i barbari
Ariva i barbari è il secondo album di Alberto D'Amico, pubblicato nel 1973.

## Tracce
1. Ariva i barbari – 2:15
2. Cavarte dal fredo – 4:23
3. Venessia patria mia diletta (Ariva i barbari) – 3:17
4. Mama Madona dei venessiani – 5:15
5. Ti sa miga – 3:30
6. In carovana 'riva le bisteche (Mama Madona dei venessiani) – 2:30
7. A la Giudeca – 2:55
8. Copar i gati – 2:50
9. El bandito de la Giudeca – 3:20
10. Muri alti e inferiàe – 3:55
11. A Santa Maria Magior – 3:02
12. Giudeca – 4:25